# Dario Chini
Dario Chini (Borgo San Lorenzo, 1847 – Firenze, 1897) è stato un restauratore e decoratore italiano.

## Biografia
Penultimo figlio del pittore Pietro Alessio Chini, fu quindi zio del più noto Galileo.
Si formò a Firenze col pittore Ottavio Pucci, nel cui atelier collaborò poi per ben venticinque anni. Si specializzò nella decorazione neomedievale, allora molto in voga, diventando uno dei restauratori dell’Ufficio Regionale Governativo. Con questo incarico restaurò (o meglio spesso ricreò ex-novo) le decorazioni in Orsanmichele, al palazzo del Bargello, a palazzo Pitti a Firenze.
In Mugello lavorò come decoratore col fratello Leto alla villa di Cafaggiolo (1886-1887), alla villa del Còrniolo a Mucciano (1889 loggiato Araldico, poi forse altre sale), in casa Traversi a Luco (col fratello Pio, 1889). In Umbria decorò il castello neomedievale dei Torlonia, presso Gubbio; a Volterra reintegrò gli affreschi della cappella della Croce di Giorno. 
Negli ultimi anni si stabilì a Firenze. Nel 1892 curò il discusso restauro neomedievale della chiesa di Santa Trinita, portato avanti dopo la sua morte dal nipote Galileo.